# Шилпа Шастра
Шилпа Шастра (Śilpa śāstra) — термін, яким називають групу трактатів з індуїстської іконографії та храмової архітектури. У «Шилпа-шастрах» описуються пропорції і стандарти виготовлення індуїстських храмових божеств і керівництва з будівництва та проектування індуїстських храмів. Однією з «Шилпа-шастр» є трактат по архітектурі «Васту-шастра». У деяких джерелах «Шилпа-шастри» зараховуються до упавед. Вчені датують «Шилпа-шастри» періодом з V по XII століття.